# فيليب مونتجومري
فيليب مونتجومري (بالإنجليزية: Philip Montgomery)‏ هو مدير فني أمريكي، ولد في 21 ديسمبر 1971 في دالاس في الولايات المتحدة.